# 阿佐辰美
阿佐辰美（日语：あさ たつみ，2000年8月27日—）是日本大阪府出身的一名演員，所屬事務所是A-PLUS。身高178cm。曾出演相棒第22季、致光之君等電視劇。

## 外部連結
- プロフィール （页面存档备份，存于） - A-PLUS
- 阿佐辰美 マネージャー【公式】的X（前Twitter）
- 阿佐辰美的Instagram帳戶